# Björn Harmsen
Björn Harmsen (Gottinga, 19 luglio 1982) è un allenatore di pallacanestro tedesco.

## Palmarès
- ProA

Mitteldeutscher: 2008-2009
Jena: 2015-2016